# Harry Gwala
Harry Mphephethwa Themba Gwala (New Hanover, 1920 – 20 giugno 1995) è stato un politico e insegnante sudafricano, soprannominato "Munt'omdala" o "Il leone delle Midlands".
Fu uno dei leader del Partito Comunista Sudafricano (SACP) e del Congresso Nazionale Africano (ANC). Venne imprigionato a Robben Island dal 1964 al 1972. Fu all'ala dura negli scontri fra l'ANC e il Partito della Libertà Inkata nelle KwaZulu-Natal Midlands.
| Controllo di autorità | VIAF (EN) 311116384 · LCCN (EN) no2014120309 |